# سیارک ۱۳۴۱۱
سیارک ۱۳۴۱۱ (به انگلیسی: 13411 OLRAP، نامگذاری:1999UO7) سیزده هزار و چهارصد و یازدهمین سیارک کشف شده‌است که در ۳۱ اکتبر ۱۹۹۹ کشف شد.
قدر مطلق سیارک برابر ۱۴٫۲۰ است.